# Saison 2014 de l'équipe cycliste Trek Factory Racing

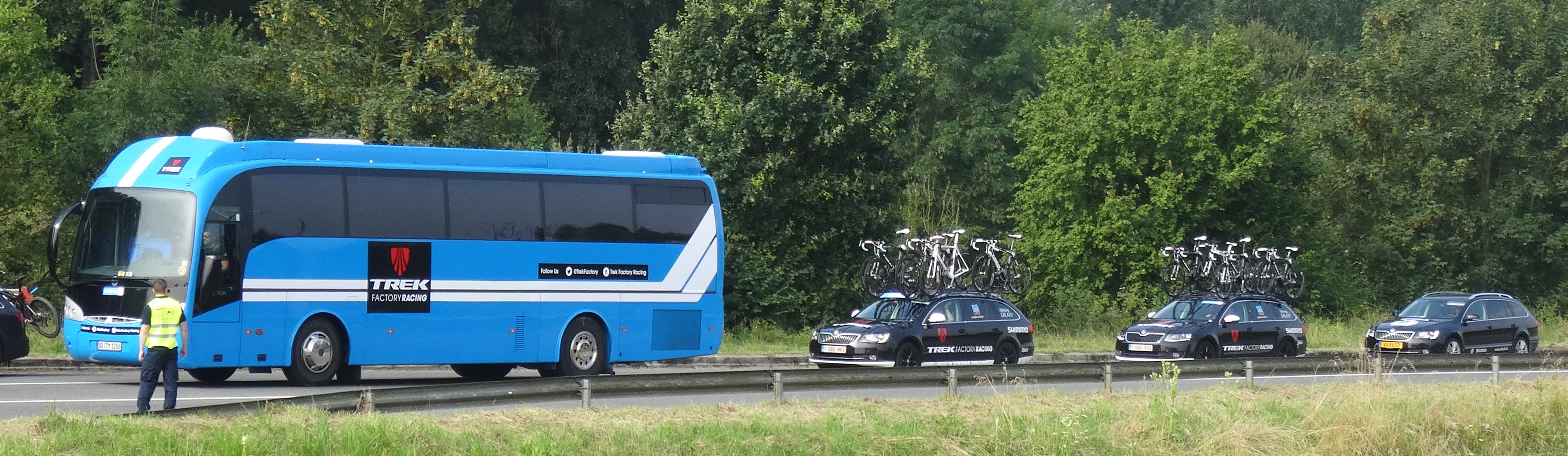
Le bus de l'équipe ainsi que trois voitures lors de la 2e étape du Tour de Wallonie 2014 à Péronnes-lez-Antoing (Antoing).

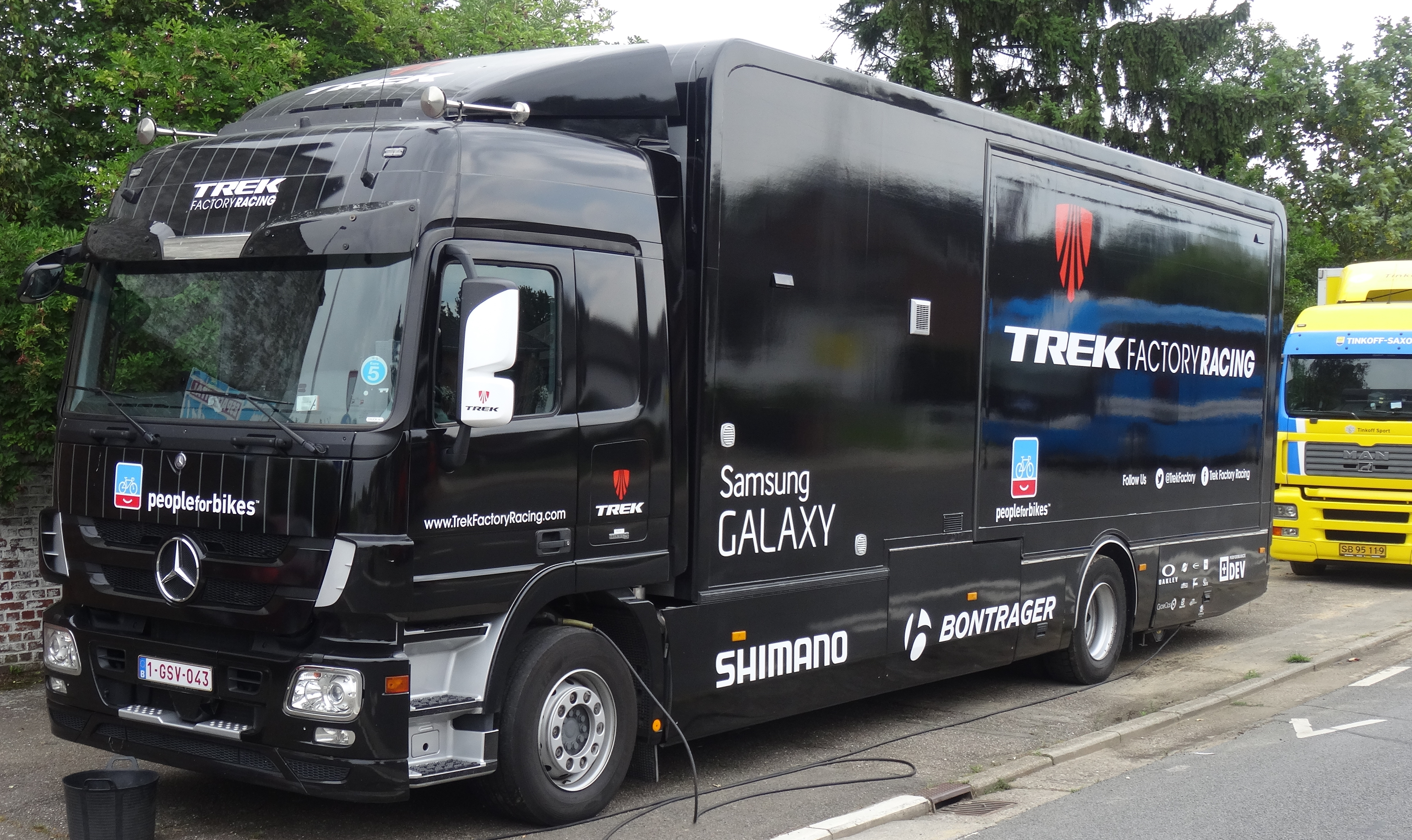
Le camion de l'équipe lors de la 5e étape du Tour de Wallonie 2014 à Alleur (Ans).

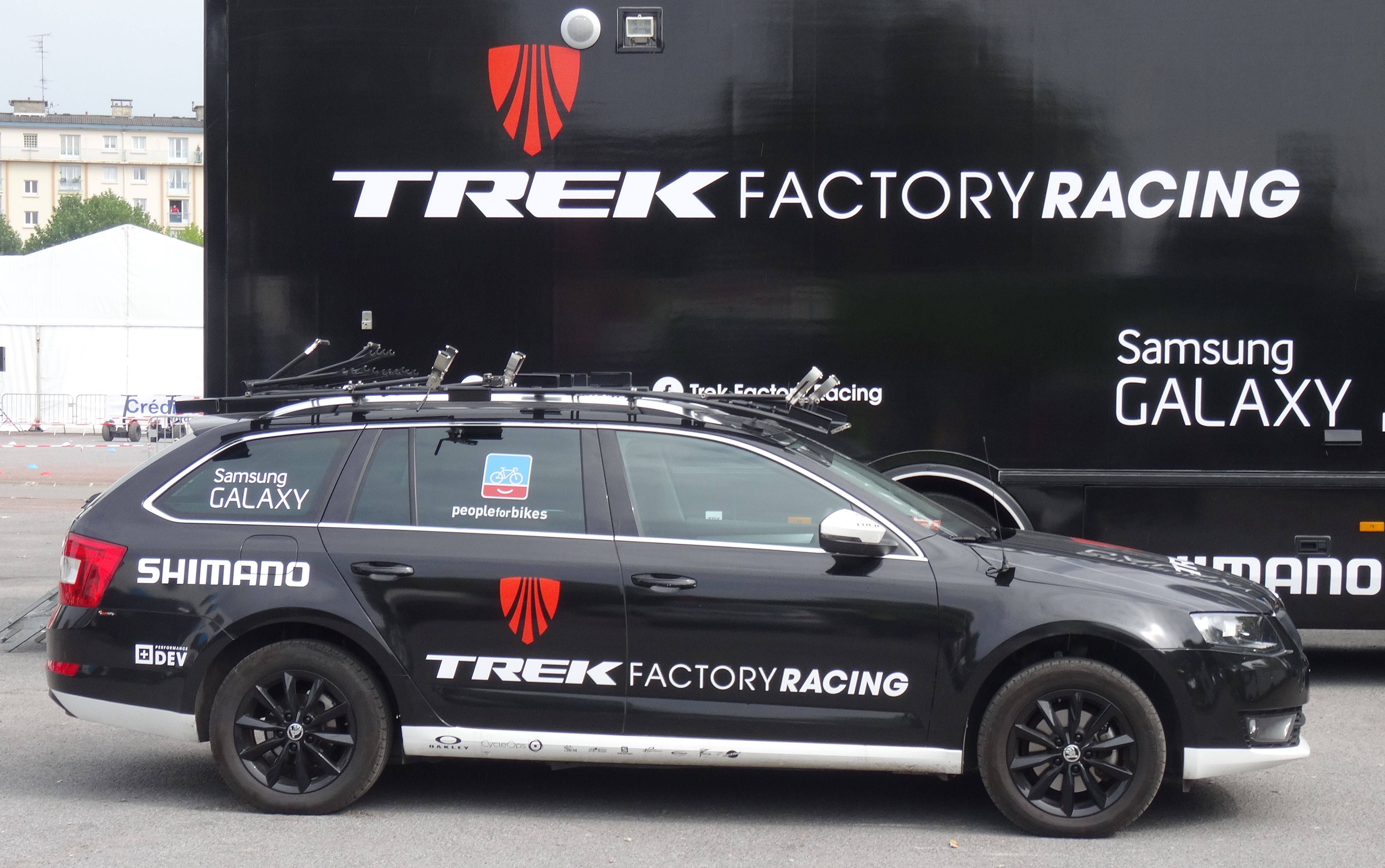
Une des voitures lors du Grand Prix de Fourmies 2014.

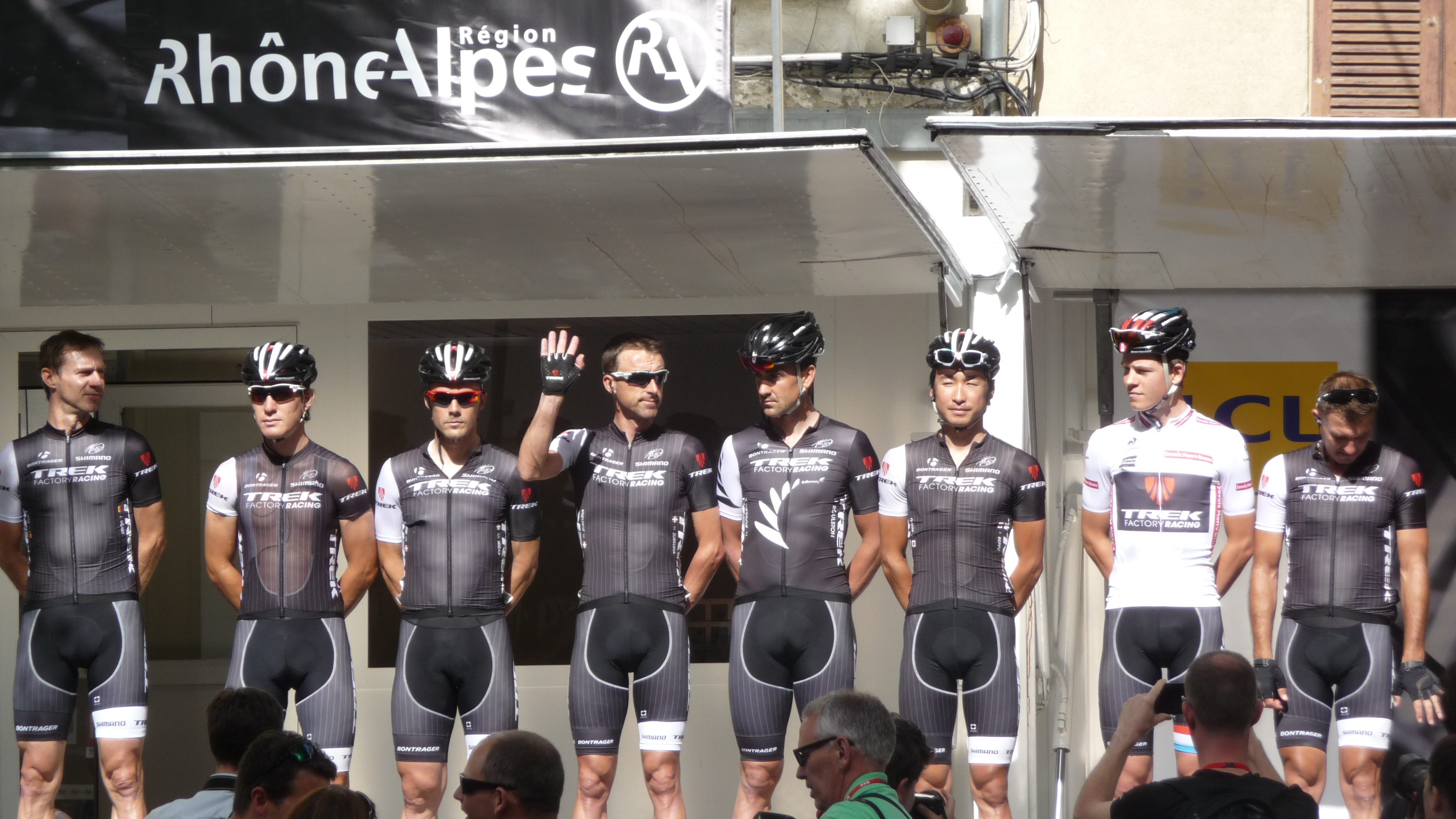
L'équipe lors du Critérium du Dauphiné 2014.

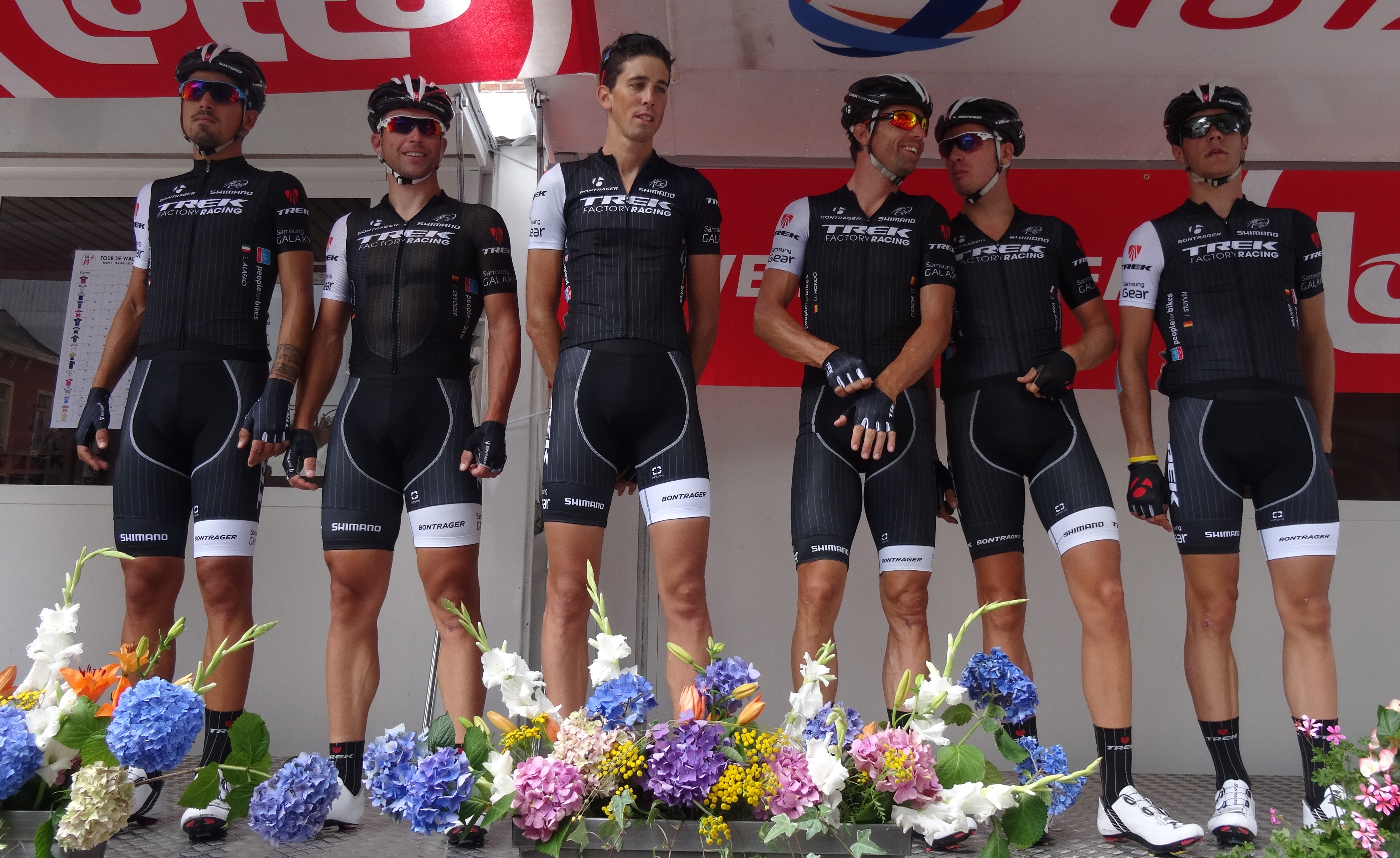
L'équipe lors du Tour de Wallonie 2014.

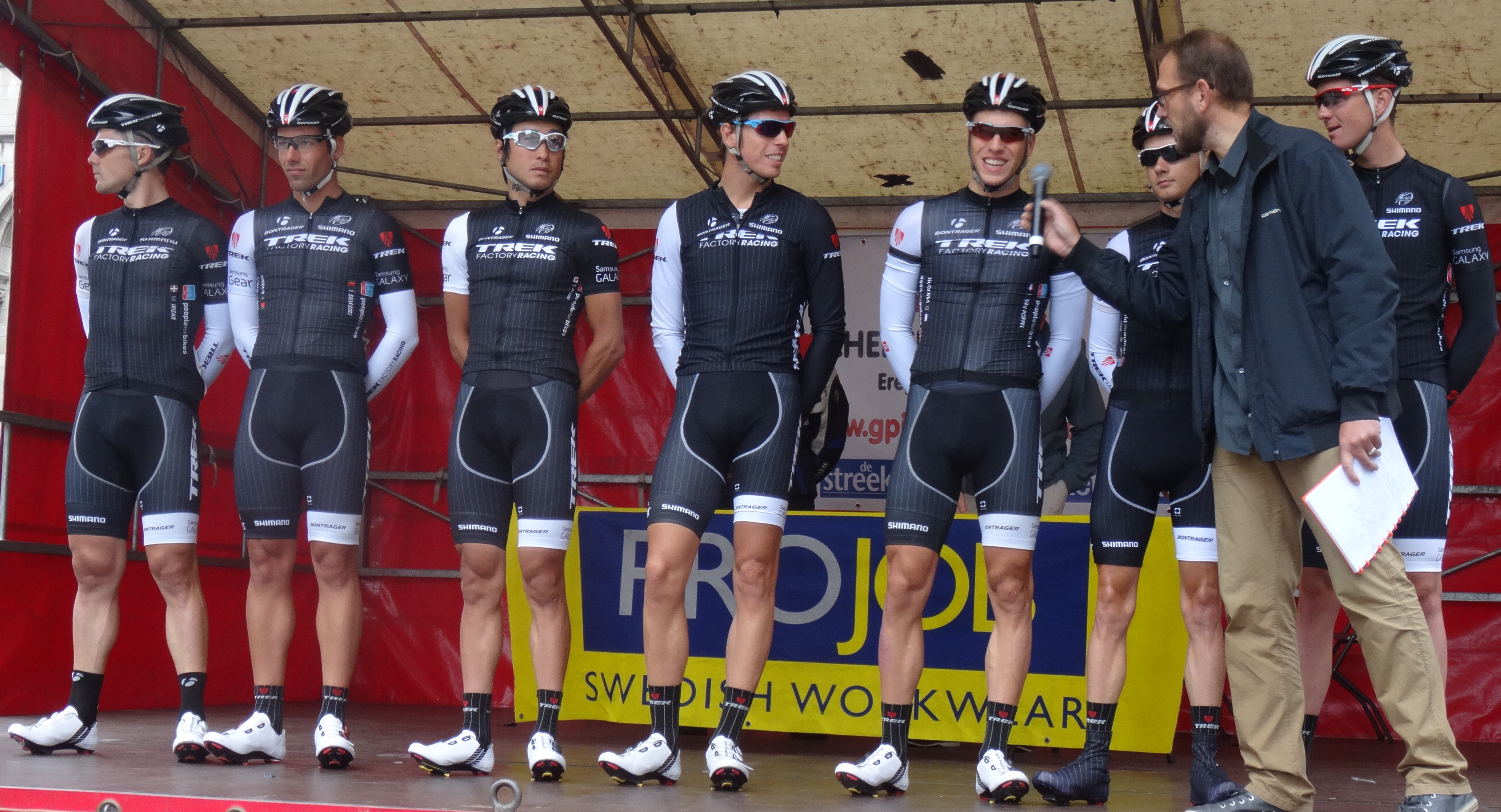
L'équipe lors du Grand Prix Jef Scherens 2014.

La saison 2014 de l'équipe cycliste Trek Factory Racing est la quatrième de cette équipe.

## Préparation de la saison 2014

### Sponsors et financement de l'équipe
Le fabricant de vélo Trek Bicycle Corporation est propriétaire et sponsor principal de l'équipe. La marque Bontrager, qui appartient Trek, et la société Shimano sont fournisseurs d'équipements de Trek Factory Racing. Leur logo apparaissent sur le maillot de l'équipe. Le budget de l'équipe pour l'année 2014 est de 15 millions d'euros.
L'homme d'affaires luxembourgeois Flavio Becca, détenteur de la licence World Tour depuis la création de l'équipe en 2011, a décidé de la céder en juin 2013. Cette décision intervient après les départs de plusieurs sponsors importants (RadioShack, Nissan, Enovos) au cours des douze mois précédent, en raison notamment des affaires de dopage concernant Fränk Schleck, Lance Armstrong et l'ancien manager de l'équipe Johan Bruyneel,.

### Arrivées et départs
| Arrivées           | Équipe 2013                  |
| ------------------ | ---------------------------- |
| Eugenio Alafaci    | Leopard-Trek Continental     |
| Julián Arredondo   | Nippo-De Rosa                |
| Fumiyuki Beppu     | Orica-GreenEDGE              |
| Fabio Felline      | Androni Giocattoli-Venezuela |
| Fränk Schleck      | retour de suspension         |
| Fábio Silvestre    | Leopard-Trek Continental     |
| Jasper Stuyven     | Bontrager                    |
| Boy van Poppel     | Vacansoleil-DCM              |
| Danny van Poppel   | Vacansoleil-DCM              |
| Kristof Vandewalle | Omega Pharma-Quick Step      |
| Calvin Watson      | Food Italia Mg K Vis Norda   |
| Riccardo Zoidl     | Gourmetfein Simplon          |

| Départs            | Équipe 2014             |
| ------------------ | ----------------------- |
| Jan Bakelants      | Omega Pharma-Quick Step |
| George Bennett     | Cannondale              |
| Tony Gallopin      | Lotto-Belisol           |
| Ben Hermans        | BMC Racing              |
| Christopher Horner | Lampre-Merida           |
| Benjamin King      | Garmin-Sharp            |
| Andreas Klöden     | retraite                |
| Tiago Machado      | NetApp-Endura           |
| Maxime Monfort     | Lotto-Belisol           |
| Nélson Oliveira    | Lampre-Merida           |
| Thomas Rohregger   | retraite                |

## Coureurs et encadrement technique

### Effectif
| Cycliste           | Date de naissance | Nationalité      | Équipe 2013                  |
| ------------------ | ----------------- | ---------------- | ---------------------------- |
| Eugenio Alafaci    | 9 août 1990       | Italie           | Leopard-Trek Continental     |
| Julián Arredondo   | 30 juillet 1988   | Colombie         | Nippo-De Rosa                |
| Fumiyuki Beppu     | 10 avril 1983     | Japon            | Orica-GreenEDGE              |
| Matthew Busche     | 9 mai 1985        | États-Unis       | RadioShack-Leopard           |
| Fabian Cancellara  | 18 mars 1981      | Suisse           | RadioShack-Leopard           |
| Stijn Devolder     | 29 août 1979      | Belgique         | RadioShack-Leopard           |
| Laurent Didier     | 19 juillet 1984   | Luxembourg       | RadioShack-Leopard           |
| Fabio Felline      | 29 mars 1990      | Italie           | Androni Giocattoli-Venezuela |
| Danilo Hondo       | 4 janvier 1974    | Allemagne        | RadioShack-Leopard           |
| Markel Irizar      | 5 février 1980    | Espagne          | RadioShack-Leopard           |
| Bob Jungels        | 22 septembre 1992 | Luxembourg       | RadioShack-Leopard           |
| Robert Kišerlovski | 9 août 1986       | Croatie          | RadioShack-Leopard           |
| Giacomo Nizzolo    | 30 janvier 1989   | Italie           | RadioShack-Leopard           |
| Yaroslav Popovych  | 4 janvier 1980    | Ukraine          | RadioShack-Leopard           |
| Grégory Rast       | 17 janvier 1980   | Suisse           | RadioShack-Leopard           |
| Hayden Roulston    | 10 janvier 1981   | Nouvelle-Zélande | RadioShack-Leopard           |
| Andy Schleck       | 10 juin 1985      | Luxembourg       | RadioShack-Leopard           |
| Fränk Schleck      | 15 avril 1980     | Luxembourg       | Retour de suspension         |
| Jesse Sergent      | 8 juillet 1988    | Nouvelle-Zélande | RadioShack-Leopard           |
| Fábio Silvestre    | 25 janvier 1990   | Portugal         | Leopard-Trek Continental     |
| Jasper Stuyven     | 17 avril 1992     | Belgique         | Bontrager                    |
| Boy van Poppel     | 18 janvier 1988   | Pays-Bas         | Vacansoleil-DCM              |
| Danny van Poppel   | 26 juillet 1993   | Pays-Bas         | Vacansoleil-DCM              |
| Kristof Vandewalle | 5 avril 1985      | Belgique         | Omega Pharma-Quick Step      |
| Jens Voigt         | 17 septembre 1971 | Allemagne        | RadioShack-Leopard           |
| Calvin Watson      | 6 janvier 1993    | Australie        | Food Italia Mg K Vis Norda   |
| Riccardo Zoidl     | 8 avril 1988      | Autriche         | Gourmetfein Simplon          |
| Haimar Zubeldia    | 1er avril 1977    | Espagne          | RadioShack-Leopard           |
| Stagiaire          | Date de naissance | Nationalité      | Équipe 2014                  |
| Clément Chevrier   | 29 juin 1992      | France           | Bissell Development          |
| Ryan Eastman       | 28 juillet 1992   | États-Unis       | Bissell Development          |
| Alex Kirsch        | 12 juin 1992      | Luxembourg       | Leopard Development          |

Portraits
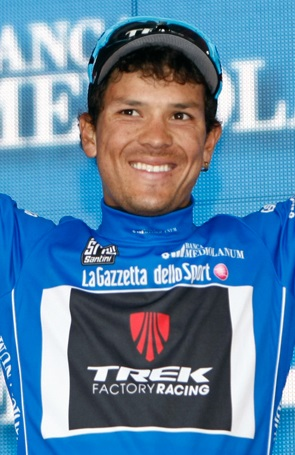
Julián Arredondo.
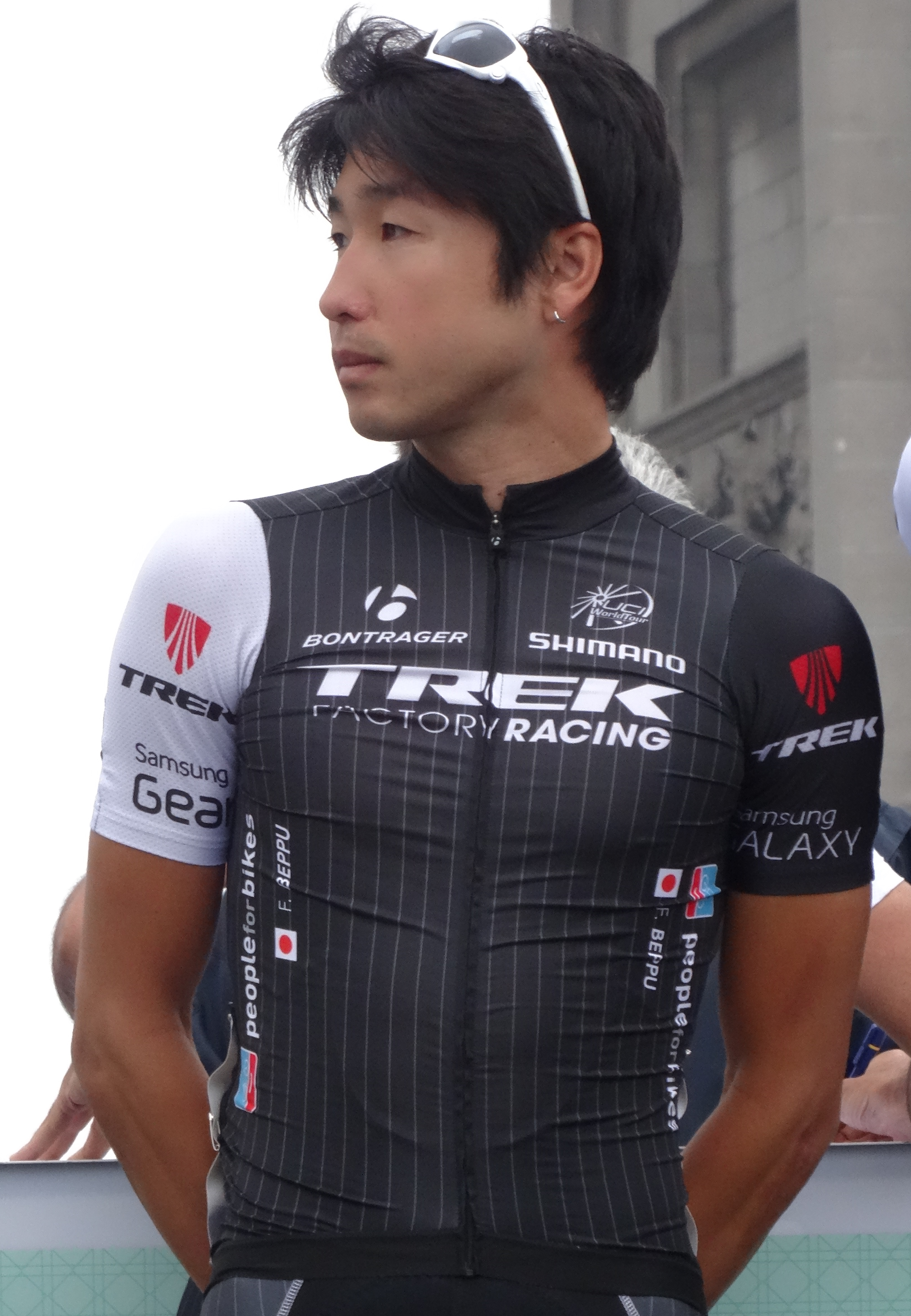
Fumiyuki Beppu.
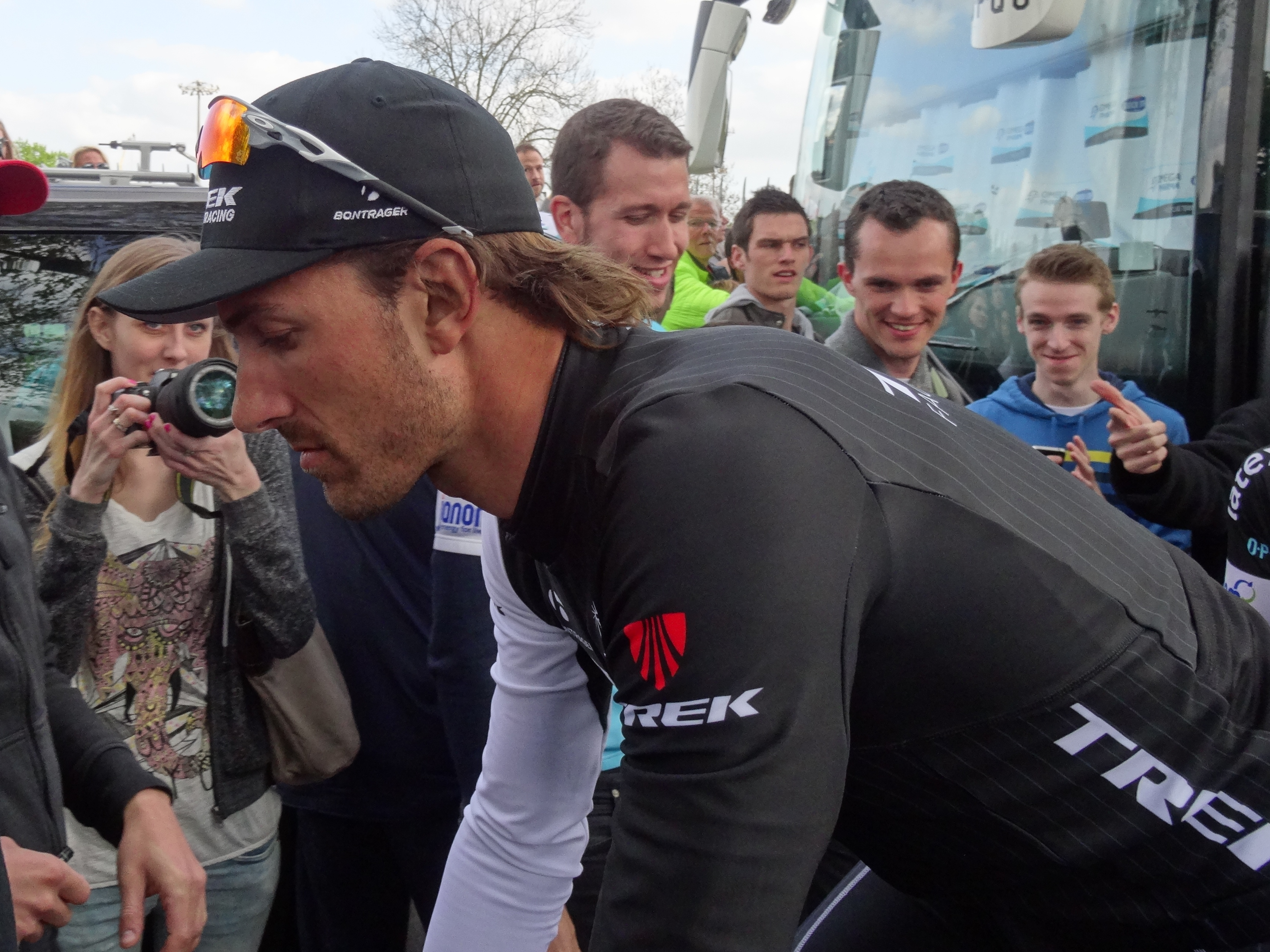
Fabian Cancellara.
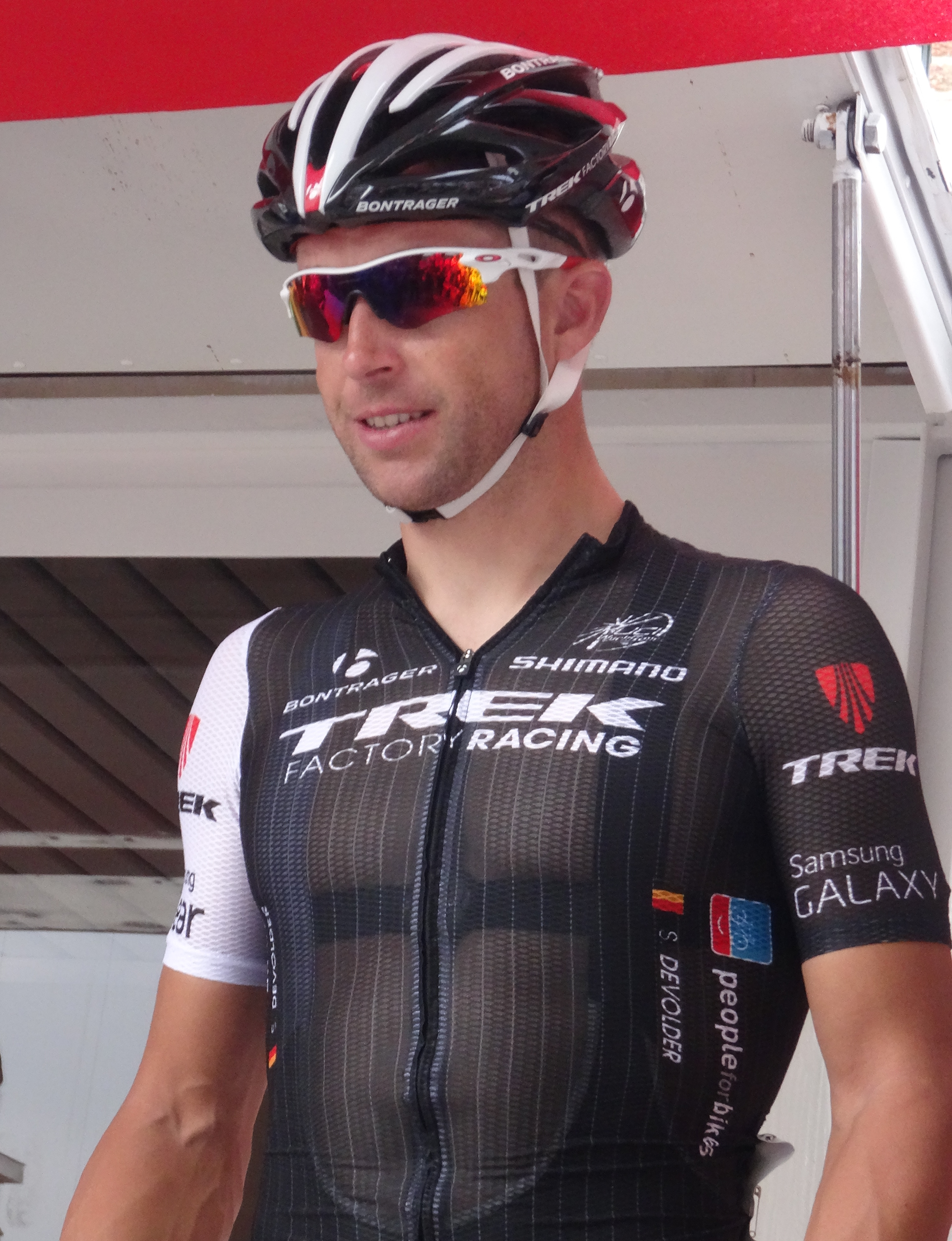
Stijn Devolder.
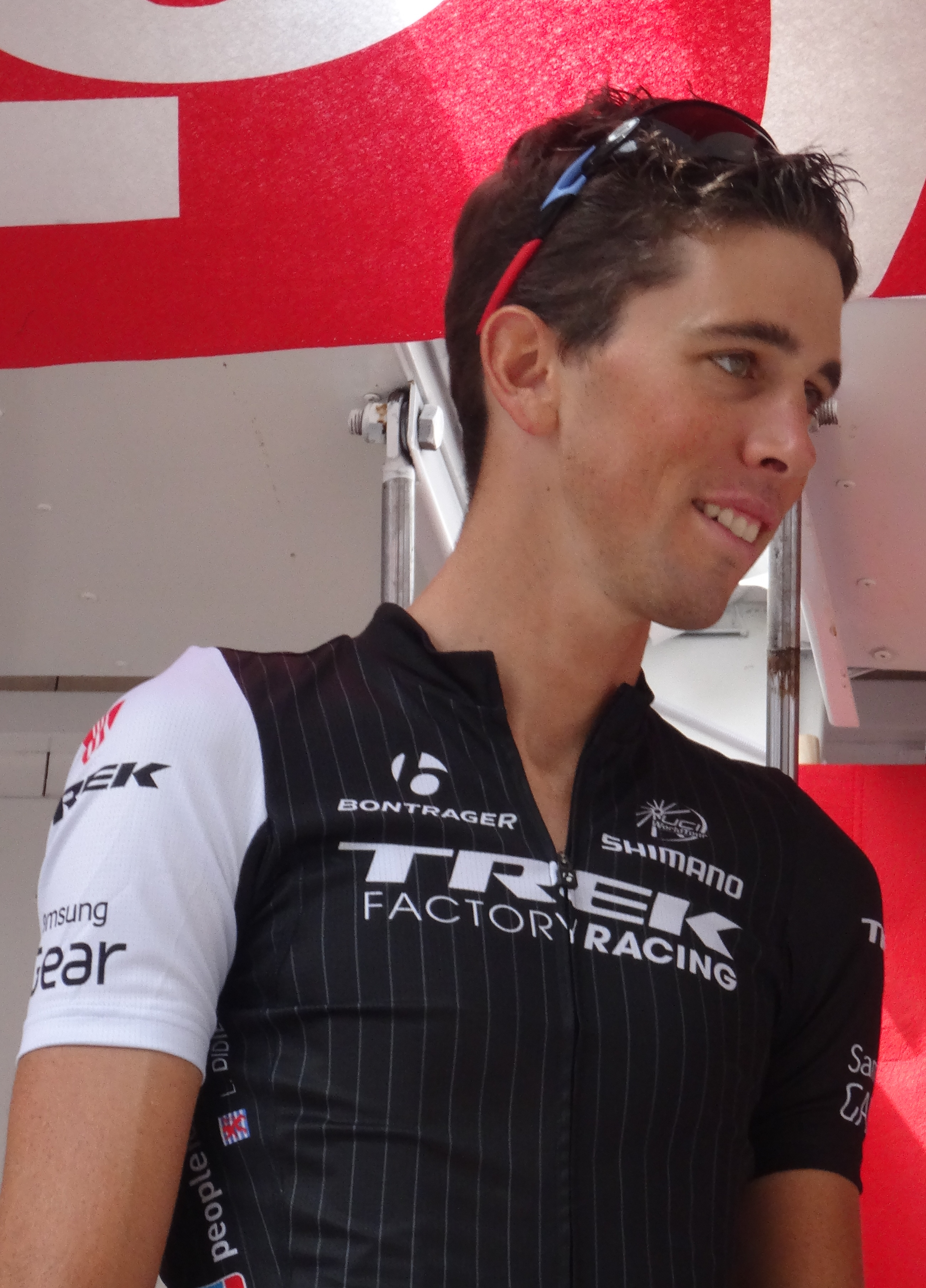
Laurent Didier.
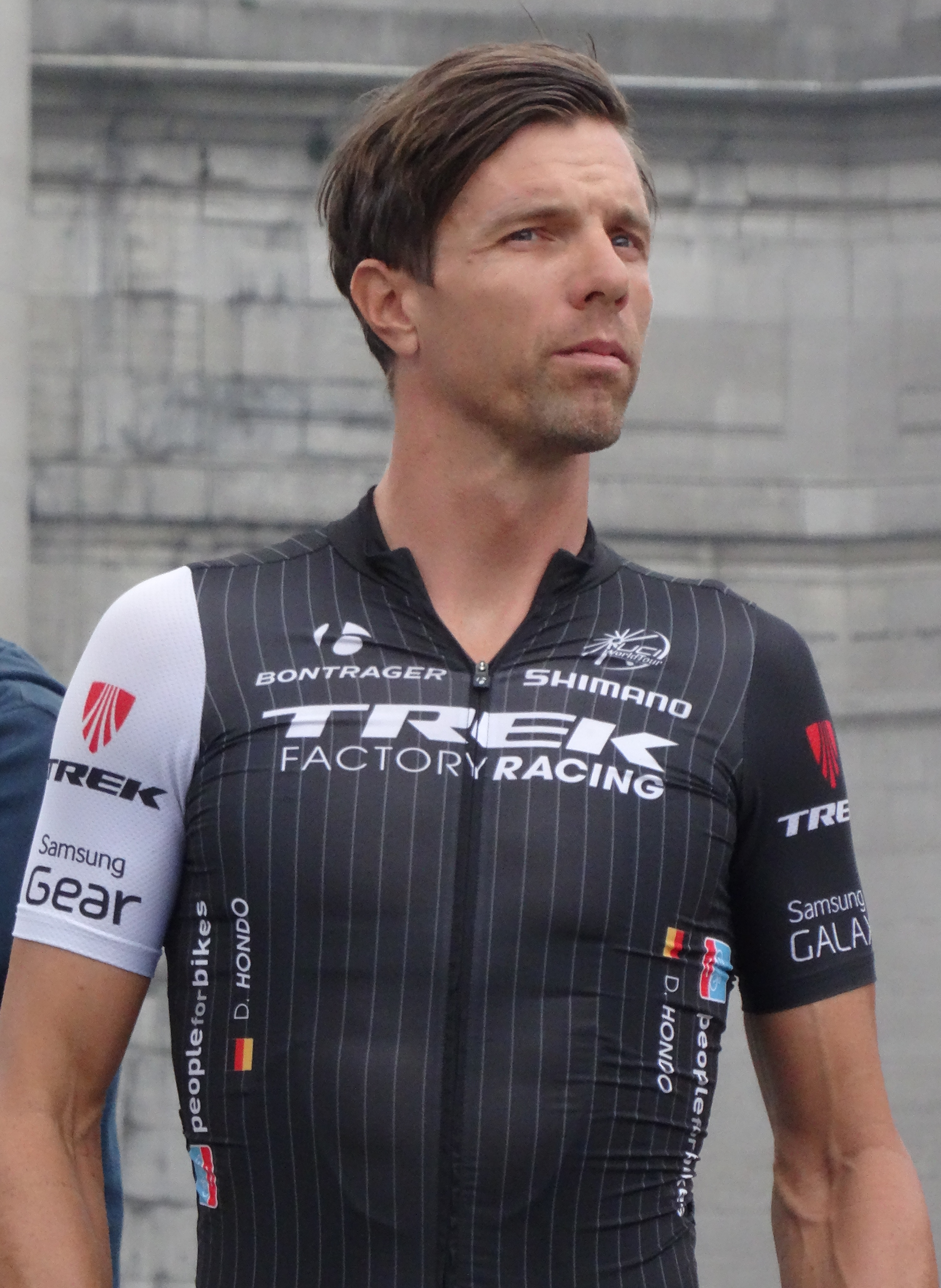
Danilo Hondo.
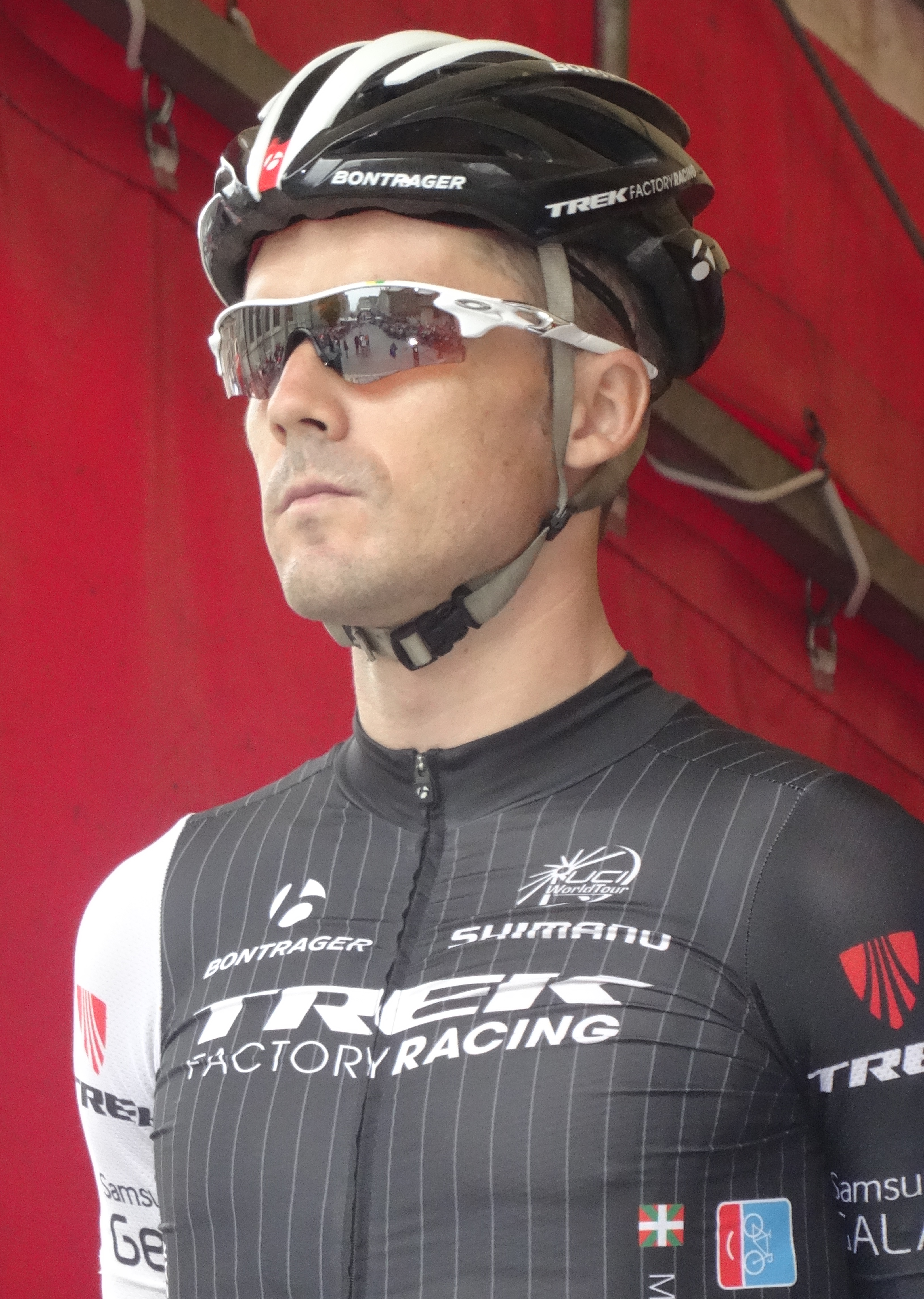
Markel Irizar.
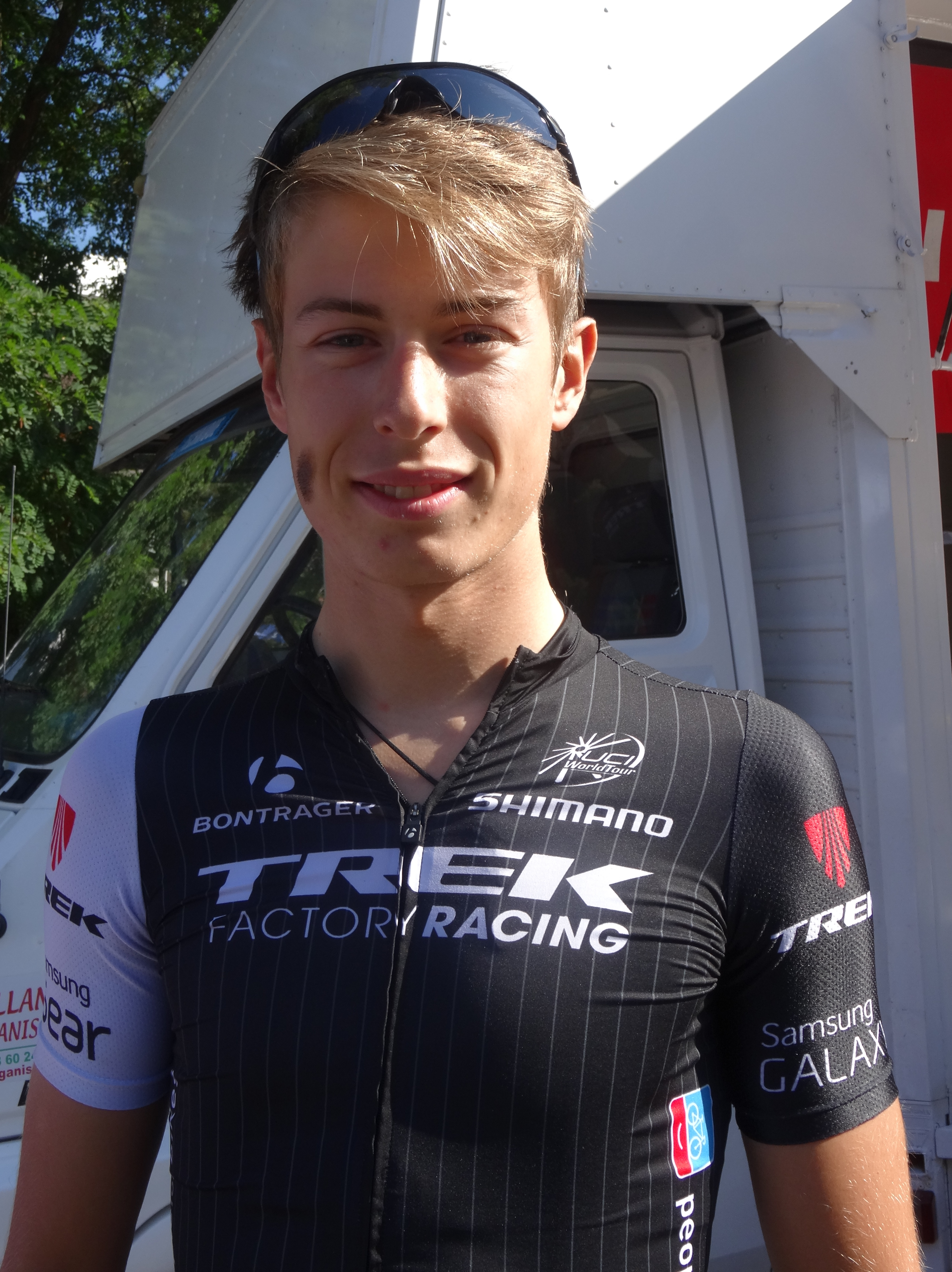
Alex Kirsch.
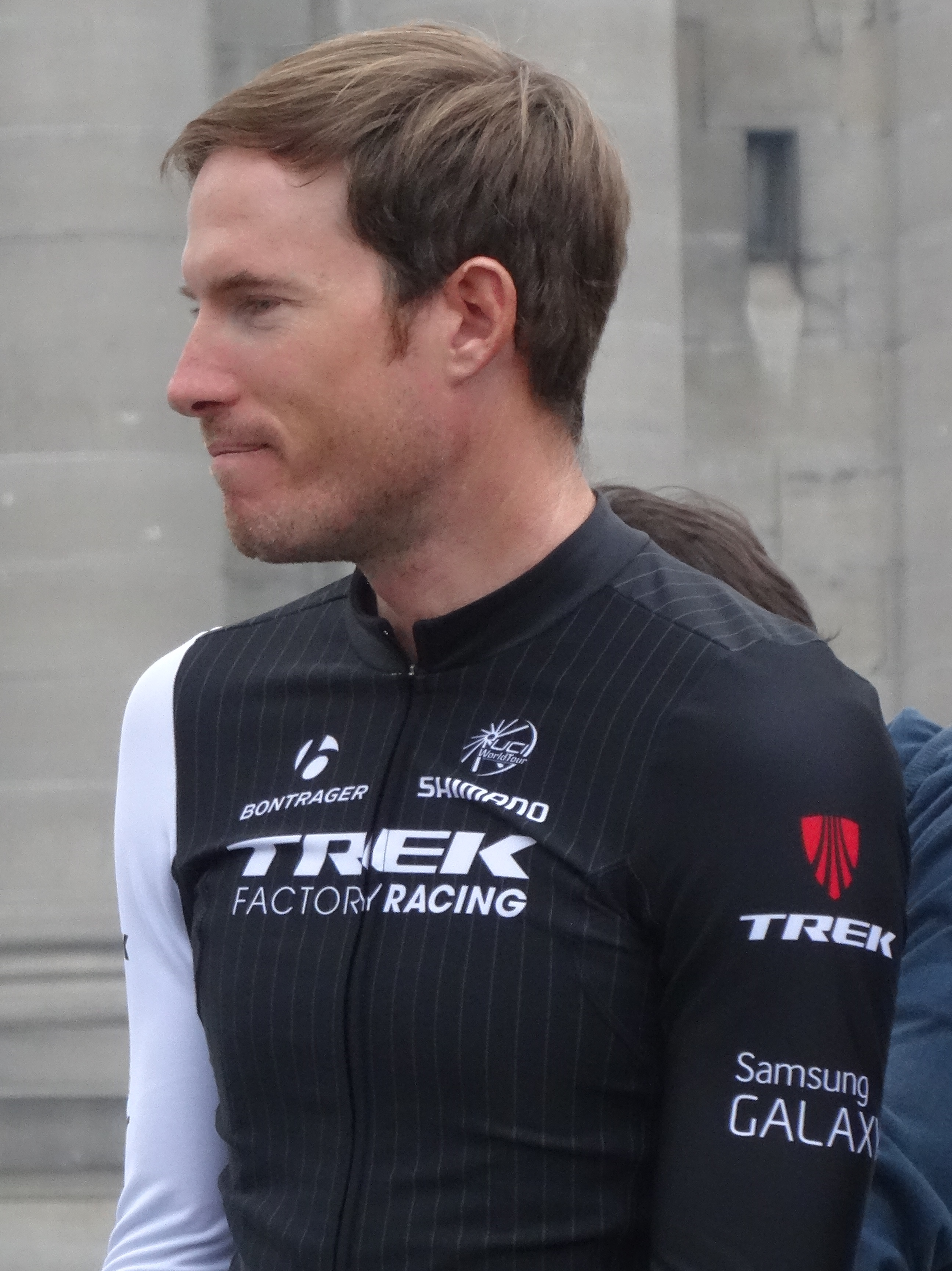
Grégory Rast.
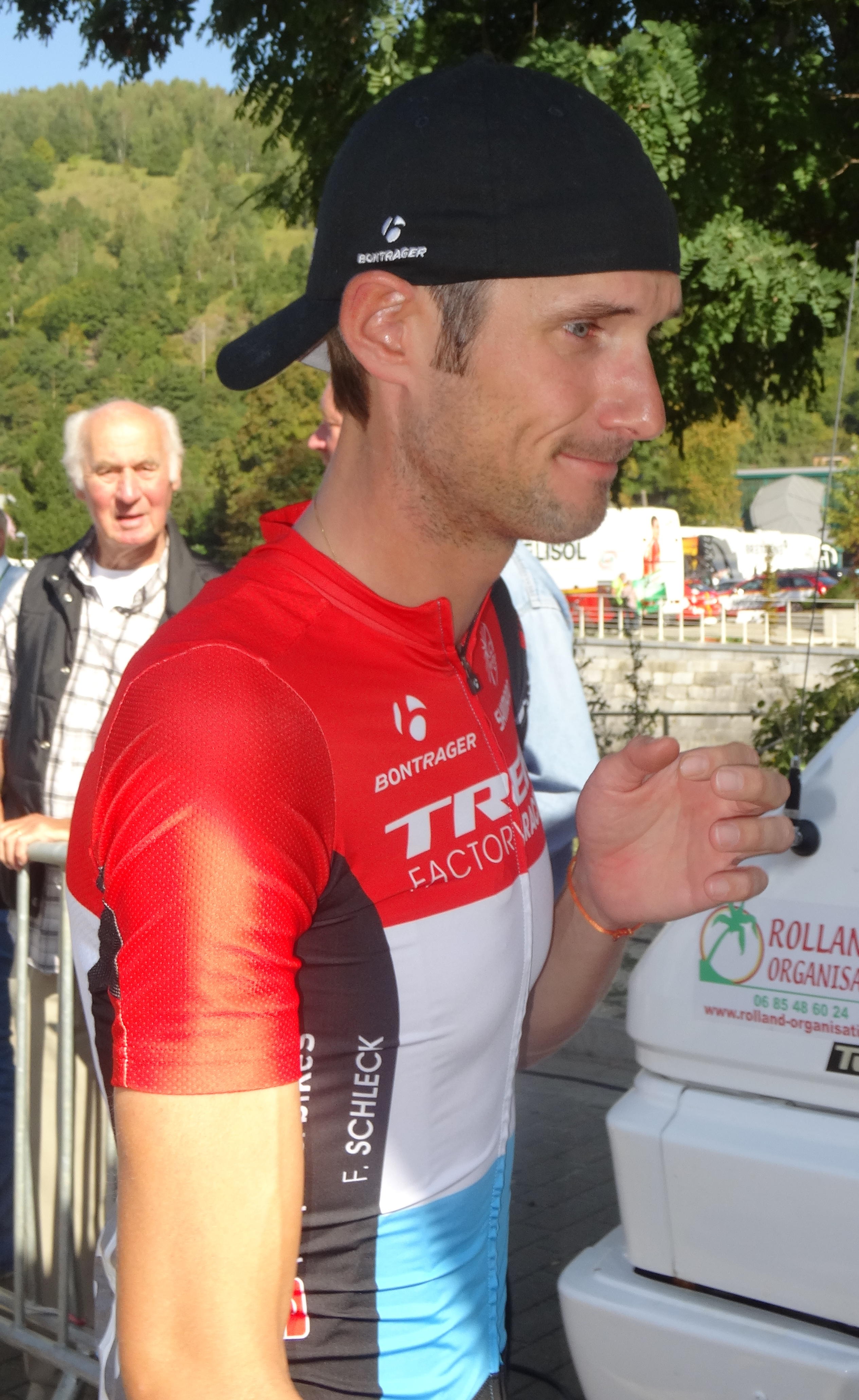
Fränk Schleck.
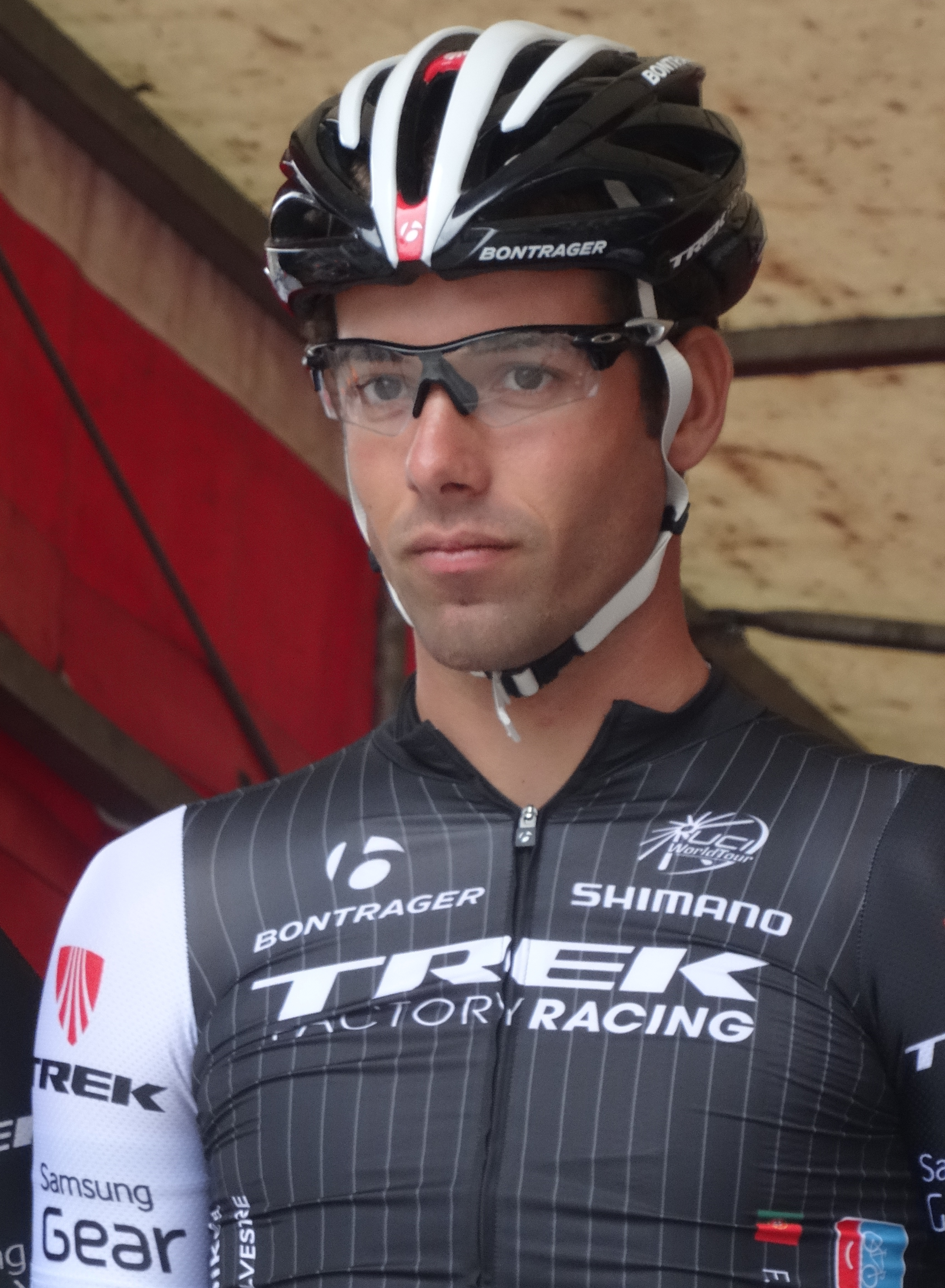
Fábio Silvestre.
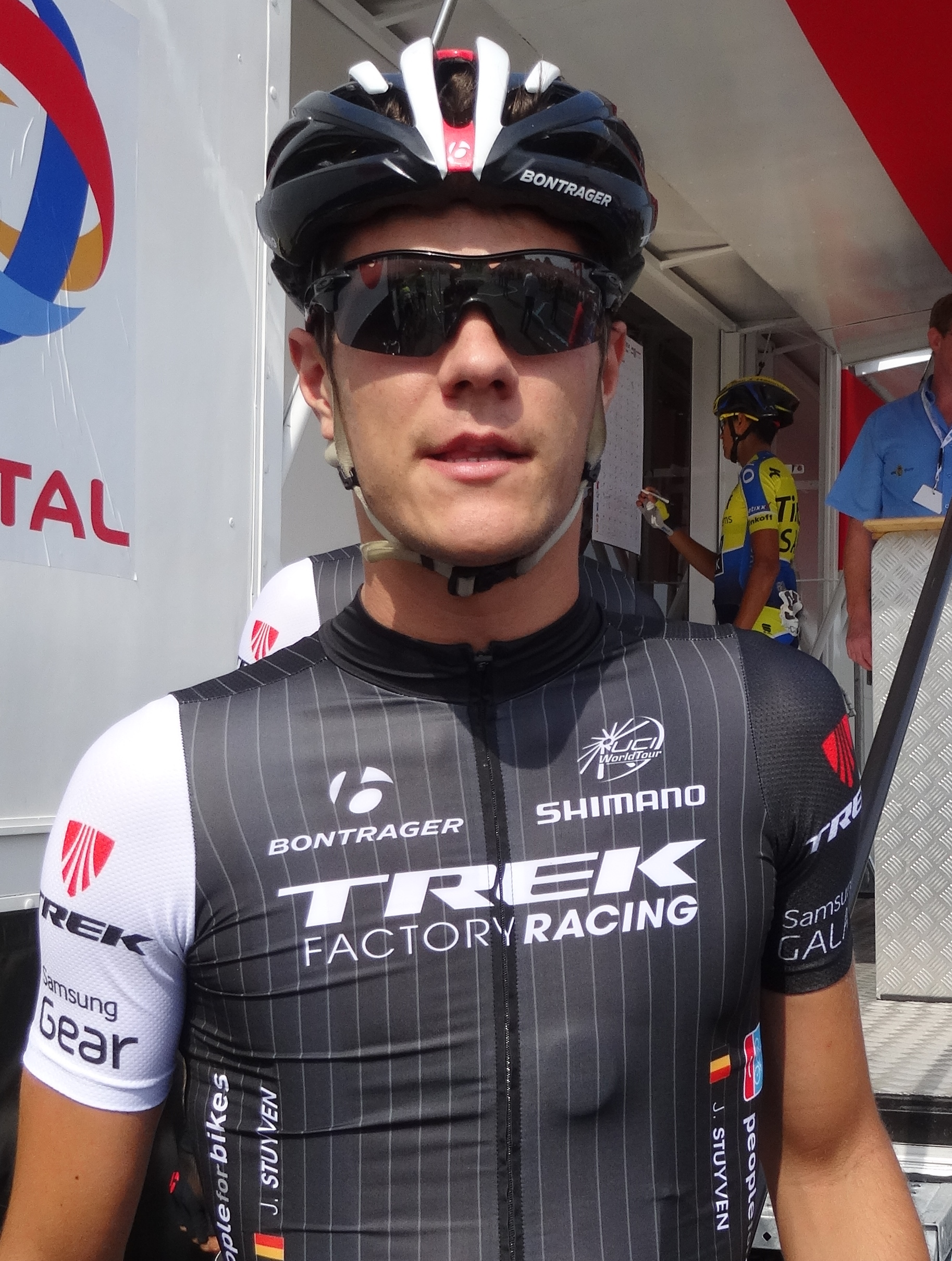
Jasper Stuyven.
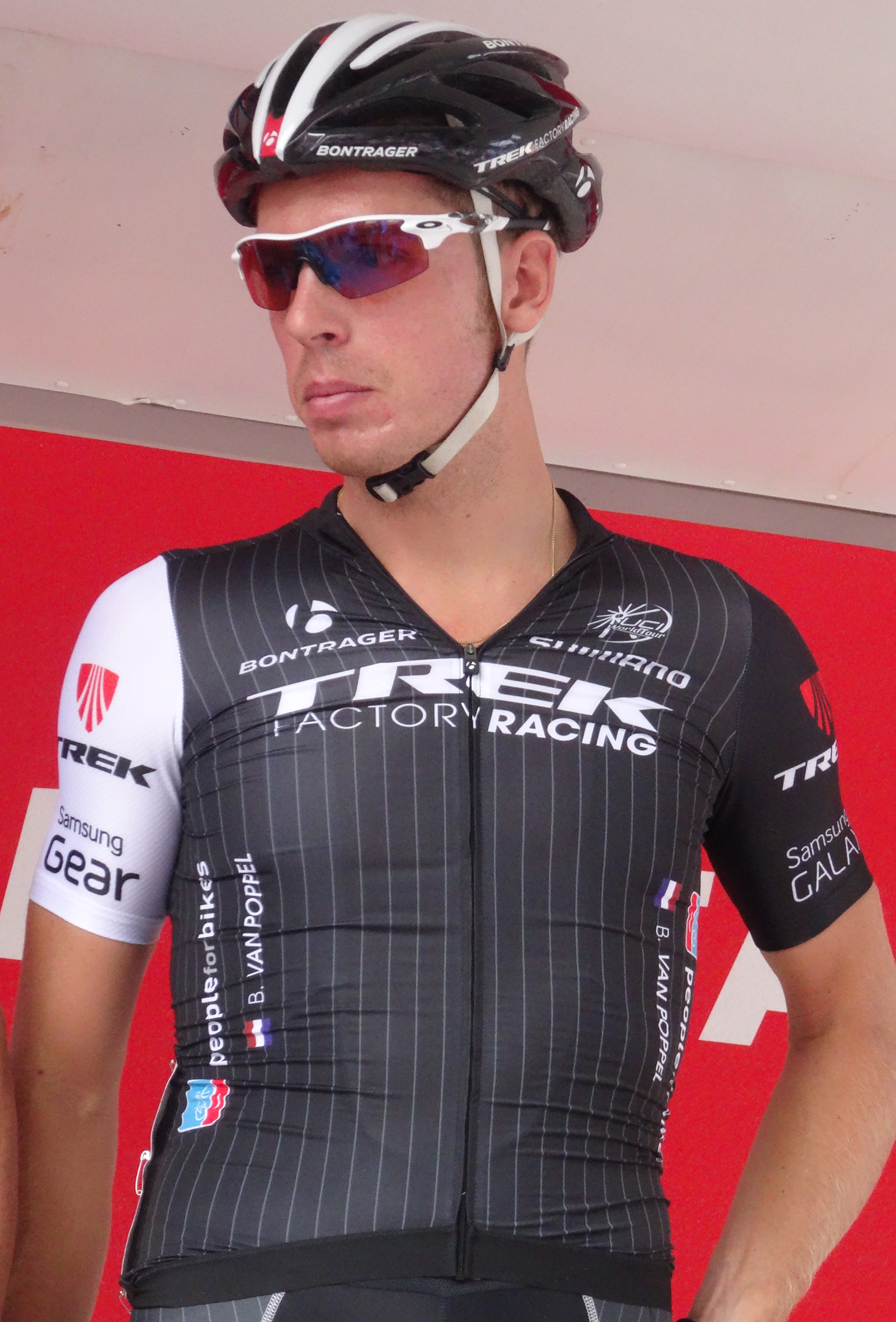
Boy van Poppel.
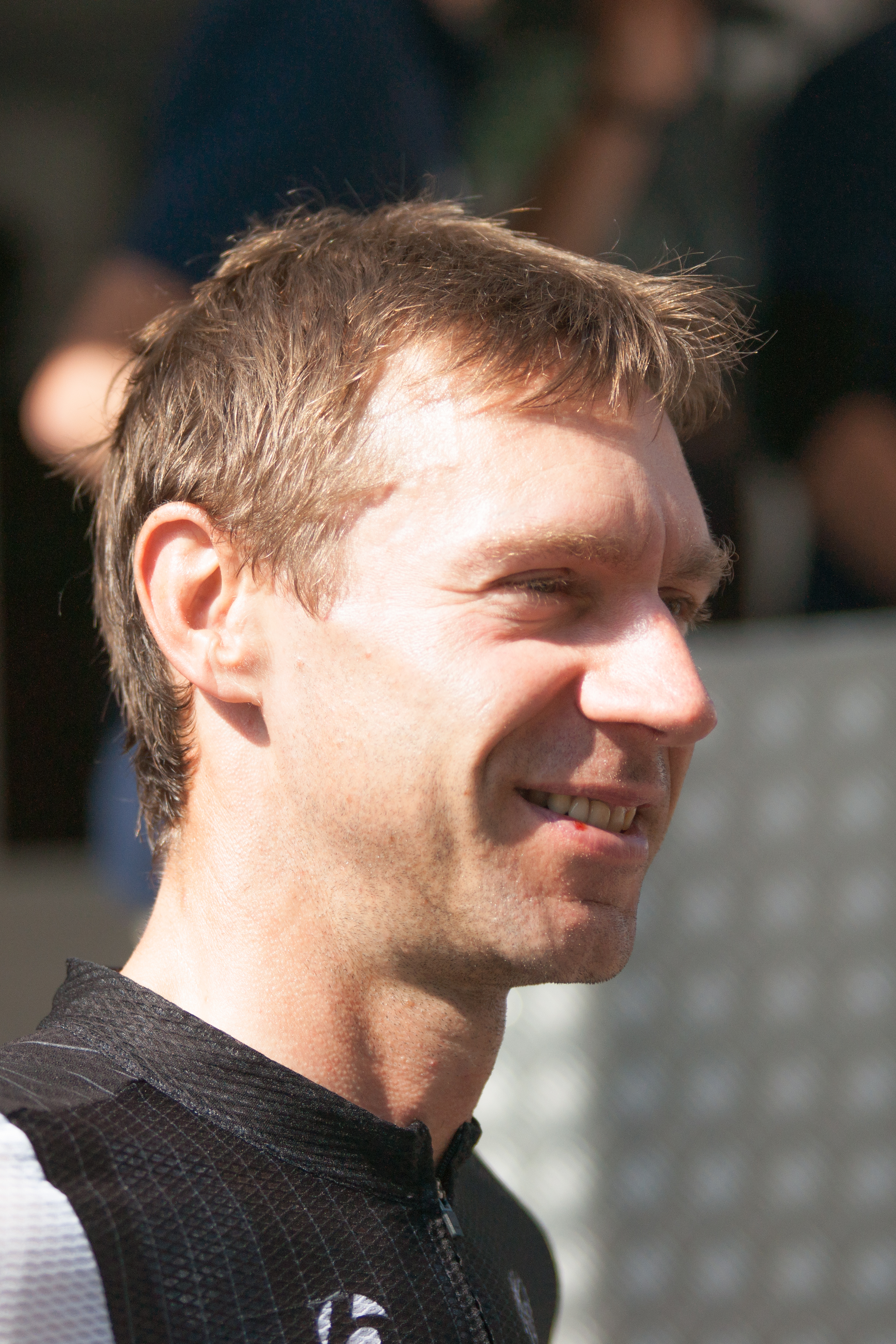
Jens Voigt.

## Bilan de la saison

### Victoires

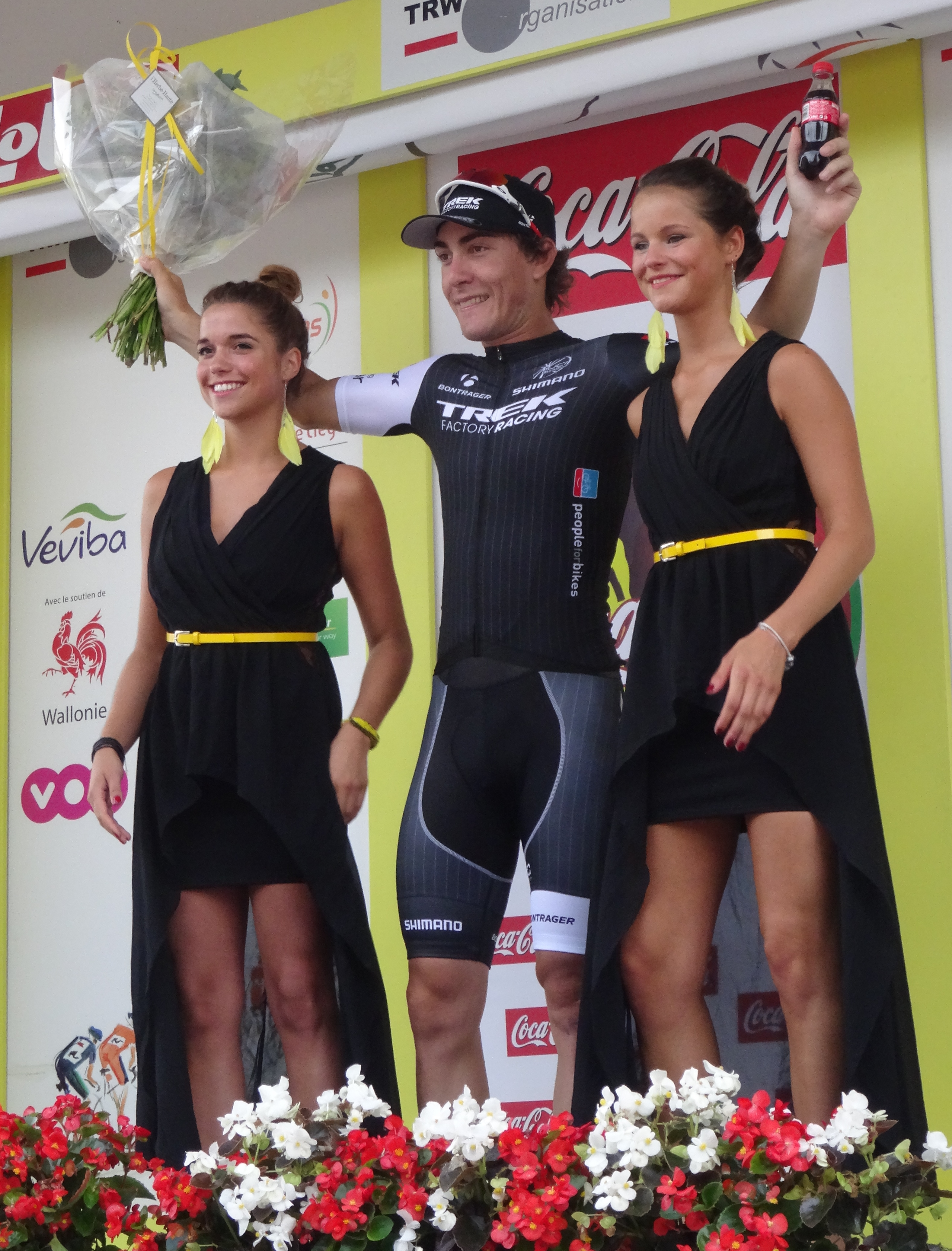
Giacomo Nizzolo, vainqueur de la 2e étape du Tour de Wallonie 2014.

| Victoires | Victoires                                        | Victoires        | Victoires | Victoires          | Victoires |
| Date      | Course                                           | Pays             | Classe    | Vainqueur          |           |
| --------- | ------------------------------------------------ | ---------------- | --------- | ------------------ | --------- |
| 12 janv.  | Championnat de Nouvelle-Zélande sur route        | Nouvelle-Zélande | CN        | Hayden Roulston    |           |
| 21 janv.  | 2e étape du Tour de San Luis                     | Argentine        | 2.1       | Julián Arredondo   |           |
| 22 janv.  | 3e étape du Tour de San Luis                     | Argentine        | 2.1       | Giacomo Nizzolo    |           |
| 25 janv.  | 6e étape du Tour de San Luis                     | Argentine        | 2.1       | Julián Arredondo   |           |
| 8 mars    | 1re étape des Trois jours de Flandre-Occidentale | Belgique         | 2.1       | Danny van Poppel   |           |
| 6 avr.    | Tour des Flandres                                | Belgique         | 1.UWT     | Fabian Cancellara  |           |
| 1 mai     | Championnat de Belgique du contre-la-montre      | Belgique         | CN        | Kristof Vandewalle |           |
| 29 mai    | 18e étape du Tour d'Italie                       | Italie           | 2.UWT     | Julián Arredondo   |           |
| 4 juin    | Prologue du Tour de Luxembourg                   | Luxembourg       | 2.HC      | Danny van Poppel   |           |
| 25 juin   | Championnat de Suisse du contre-la-montre        | Suisse           | CN        | Fabian Cancellara  |           |
| 26 juin   | Championnat du Luxembourg du contre-la-montre    | Luxembourg       | CN        | Laurent Didier     |           |
| 27 juin   | Championnat du Japon du contre-la-montre         | Japon            | CN        | Fumiyuki Beppu     |           |
| 29 juin   | Championnats d'Autriche de cyclisme sur route    | Autriche         | CN        | Riccardo Zoidl     |           |
| 29 juin   | Championnat du Luxembourg de cyclisme sur route  | Luxembourg       | CN        | Fränk Schleck      |           |
| 10 juill. | 5e étape du Tour d'Autriche                      | Autriche         | 2.HC      | Jesse Sergent      |           |
| 12 juill. | 7e étape du Tour d'Autriche                      | Autriche         | 2.HC      | Kristof Vandewalle |           |
| 27 juill. | 2e étape du Tour de Wallonie                     | Belgique         | 2.HC      | Giacomo Nizzolo    |           |
| 9 août    | 7e étape du Tour de Pologne                      | Pologne          | 2.UWT     | Kristof Vandewalle |           |
| 22 août   | 5e étape, USA Pro Challenge                      | États-Unis       | 2.HC      | Laurent Didier     |           |

### Résultats sur les courses majeures
Les tableaux suivants représentent les résultats de l'équipe dans les principales courses du calendrier international (les cinq classiques majeures et les trois grands tours). Pour chaque épreuve est indiqué le meilleur coureur de l'équipe, son classement ainsi que les accessits glanés par Trek Factory Racing sur les courses de trois semaines.

#### Classiques
| Classique            | Milan-San Remo         | Tour des Flandres       | Paris-Roubaix          | Liège-Bastogne-Liège | Tour de Lombardie    |
| -------------------- | ---------------------- | ----------------------- | ---------------------- | -------------------- | -------------------- |
| Coureur (classement) | Fabian Cancellara (2e) | Fabian Cancellara (1er) | Fabian Cancellara (3e) | Fränk Schleck (19e)  | Riccardo Zoidl (22e) |

#### Grands tours
| Grand tour           | Tour d'Italie                                                                              | Tour de France       | Tour d'Espagne           |
| -------------------- | ------------------------------------------------------------------------------------------ | -------------------- | ------------------------ |
| Coureur (classement) | Robert Kišerlovski (10e)                                                                   | Haimar Zubeldia (8e) | Kristof Vandewalle (87e) |
| Accessits            | 1 victoire d'étape, Grand Prix de la montagne et prix de la combativité (Julián Arredondo) | -                    | -                        |

### Classement UCI
L'équipe Trek Factory Racing termine à la treizième place du World Tour avec 759 points. Ce total est obtenu par l'addition des 100 points amenés par la 7e place du championnat du monde du contre-la-montre par équipes et des points des cinq meilleurs coureurs de l'équipe au classement individuel que sont Fabian Cancellara, 11e avec 286 points, Giacomo Nizzolo, 48e avec 108 points, Julián Arredondo, 53e avec 101 points, Haimar Zubeldia, 62e avec 84 points, et Robert Kišerlovski, 66e avec 80 points,.
| Rang | Coureur            | Points |
| ---- | ------------------ | ------ |
| 11   | Fabian Cancellara  | 286    |
| 48   | Giacomo Nizzolo    | 108    |
| 53   | Julián Arredondo   | 101    |
| 62   | Haimar Zubeldia    | 84     |
| 66   | Robert Kišerlovski | 80     |
| 100  | Fränk Schleck      | 30     |
| 135  | Jesse Sergent      | 11     |
| 159  | Bob Jungels        | 6      |
| 164  | Kristof Vandewalle | 6      |
| 165  | Jasper Stuyven     | 6      |
| 225  | Boy van Poppel     | 1      |
| 232  | Jens Voigt         | 1      |